# Boris Banga

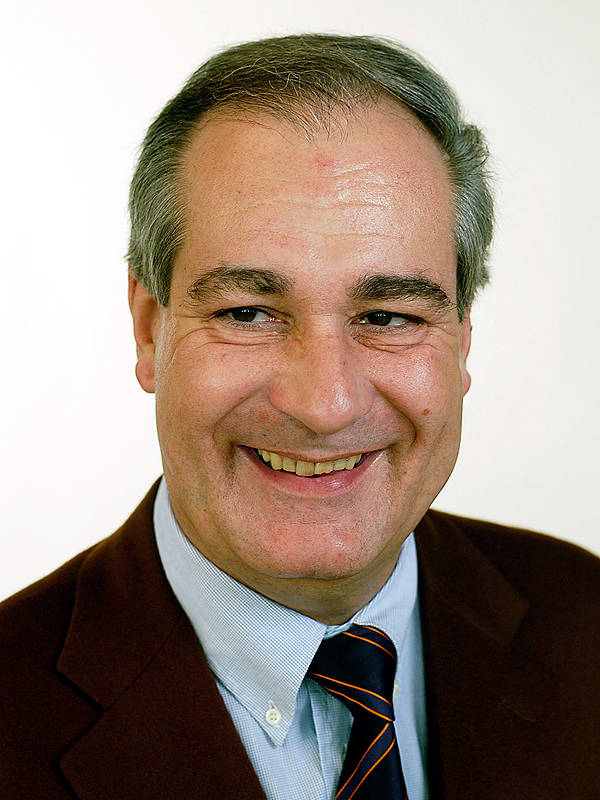
Boris Banga

Boris Banga (* 9. August 1949 in Basel, heimatberechtigt in Münchenstein) ist ein Schweizer Politiker (SP).

## Leben
Banga studierte Jurisprudenz und schloss mit Lizentiat ab. 1980 erlangte er sein Patent als kantonaler Fürsprecher und Notar. Von 1975 bis 1980 war er juristischer Sekretär bei der Schweizerischen Vereinigung für Landesplanung. Von 1980 bis 1990 war er Rechtskonsulent bei der Gemeinde Grenchen. Im Militär amtierte er bis zu seiner Dienstentlassung als Untersuchungsrichter beim Divisionsgericht 4.
Banga gehörte von 1989 bis 1995 dem Kantonsrat von Solothurn an. Dabei war er in der Justiz- und dann in der Finanzkommission, die er 1993 präsidierte. Von 1991 bis Ende 2013 war er Stadtpräsident von Grenchen. Bei den Wahlen 2013 verpasste Banga die Wiederwahl. Ab den Wahlen 1995 war er auch im Nationalrat, bei den Nationalratswahlen 2007 verpasste er die Wiederwahl.